# Hotel Colonial
Hotel Colonial è un film del 1987 diretto da Cinzia TH Torrini.

## Trama
Nel cuore della notte, Marco riceve una telefonata: la cognata lo avverte che Luca, suo fratello ex-terrorista scomparso da tempo in Colombia, è morto suicida. Da New York Marco prende il primo aereo e va in Sud America per riportare a casa il corpo del fratello. Ma giunto a destinazione Marco scopre che il morto non è suo fratello e si mette alla sua ricerca.